# Pierre Olivier Joseph Coomans

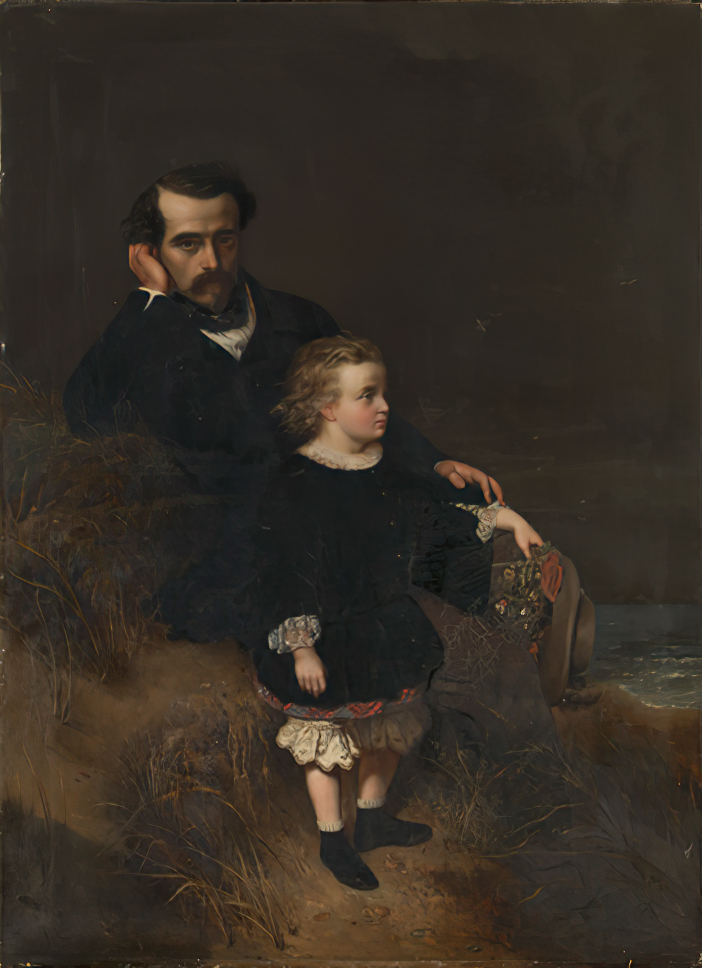
Selbstporträt mit Sohn Oscar

Joseph Coomans (* 28. Juni 1816 in Brüssel; † 31. Dezember 1889 in Boulogne-Billancourt) war ein belgischer Maler und Vater der Malerinnen Diana (1861–1952) und Heva (1864–1939) Coomans.
Coomans studierte Malerei bei Pieter Van Hanselaere in Gent, dann an der Akademie der schönen Künste in Antwerpen bei Nicaise de Keyser und Gustave Wappers. Nach dem Studium kam er nach Paris, mit der französischen Armee kam er nach Algerien, wo er mehrere Jahre blieb. Er besuchte auch Italien, Türkei, Griechenland und die Krim.
In Italien besuchte er 1857 die Ausgrabungen von Pompeji. Ab 1860 war er wieder in Paris tätig.

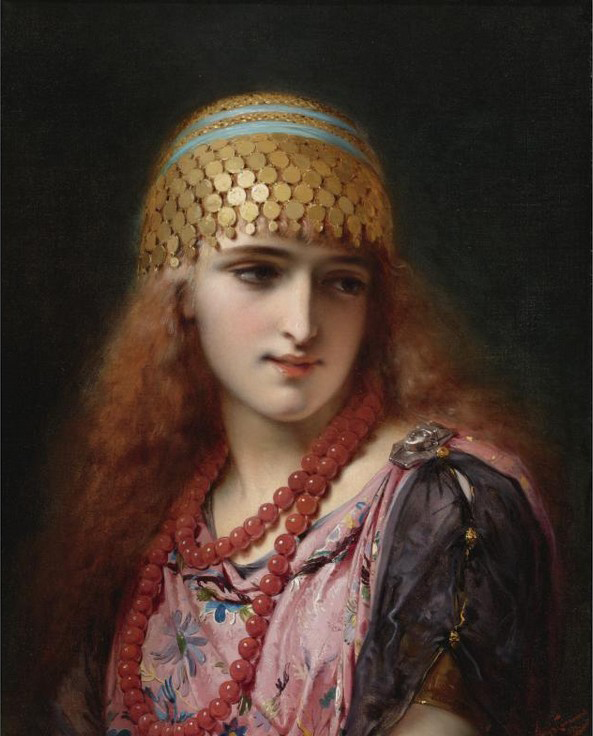
Orientalische Schönheit

Coomans besuchte in Begleitung seiner Töchter die Vereinigten Staaten. Seine Werke, wie auch die Werke seiner Töchter, wurden dort hoch geschätzt und kamen in viele amerikanische Sammlungen.
Er war zwei Mal verheiratet: mit Zoé van Male de Brachene (1807–1848) und mit Adelaïde Lacroix (1838–1884). Aus der ersten Ehe hatte er einen Sohn Oscar-Jean Coomans (1848–1884), aus der zweiten zwei Töchter.